# Odenton (Maryland)
Odenton es un lugar designado por el censo ubicado en el condado de Anne Arundel en el estado estadounidense de Maryland. En el Censo de 2010 tenía una población de 37.132 habitantes y una densidad poblacional de 970,34 personas por km².

## Geografía
Odenton se encuentra ubicado en las coordenadas 39°3′58″N 76°41′38″O / 39.06611, -76.69389. Según la Oficina del Censo de los Estados Unidos, Odenton tiene una superficie total de 38.27 km², de la cual 38.27 km² corresponden a tierra firme y (0%) 0 km² es agua.

## Demografía
Según el censo de 2010, había 37.132 personas residiendo en Odenton. La densidad de población era de 970,34 hab./km². De los 37.132 habitantes, Odenton estaba compuesto por el 65.28% blancos, el 23.02% eran afroamericanos, el 0.39% eran amerindios, el 5.48% eran asiáticos, el 0.13% eran isleños del Pacífico, el 1.6% eran de otras razas y el 4.1% pertenecían a dos o más razas. Del total de la población el 5.86% eran hispanos o latinos de cualquier raza.